# Lymantria lygaea
Lymantria lygaea är en fjärilsart som beskrevs av George Thomas Bethune-Baker 1908. Lymantria lygaea ingår i släktet Lymantria och familjen tofsspinnare. Inga underarter finns listade i Catalogue of Life.